# Madden NFL 2001
Madden NFL 2001 est un jeu vidéo de football américain sorti en 2000 et fonctionne sur PlayStation, PlayStation 2, Nintendo 64, Game Boy Color et Windows. Le jeu a été développé et édité par Electronic Arts.
Le jeu fait partie de la série Madden NFL.

## Accueil
- Jeuxvideo.com : 16/20 (PS2)[1]